# Верхнеталызинский сельсовет
Верхнеталызинский сельсовет — сельское поселение в Сеченовском районе Нижегородской области. Административный центр — село Верхнее Талызино.

## История
Статус и границы сельского поселения установлены Законом Нижегородской области от 15 июня 2004 года № 60-З «О наделении муниципальных образований - городов, рабочих посёлков и сельсоветов Нижегородской области статусом городского, сельского поселения».
Законом Нижегородской области от 28 августа 2009 года № 157-З сельские поселения Верхнеталызинский сельсовет, Липовский сельсовет, Митропольский сельсовет, Торгово-Талызинский сельсовет и Шемаринский сельсовет объединены в сельское поселение Верхнеталызинский сельсовет.

## Население
| 2002  | 2010  | 2012  | 2013  | 2014  | 2015  | 2016  |
| ----- | ----- | ----- | ----- | ----- | ----- | ----- |
| 3682  | ↘2860 | ↘2767 | ↘2686 | ↘2614 | ↘2561 | ↘2543 |
| 2017  | 2018  | 2019  | 2020  | 2021  |       |       |
| ↘2503 | ↘2439 | ↘2368 | ↘2288 | ↗2400 |       |       |

## Состав сельского поселения
| №  | Населённый пункт     | Тип населённого пункта       | Население |
| -- | -------------------- | ---------------------------- | --------- |
| 1  | Баженовка            | деревня                      | ↘32       |
| 2  | Богатиловка          | село                         | ↘80       |
| 3  | Борисовка            | деревня                      | ↘4        |
| 4  | Булдаково            | деревня                      | ↘199      |
| 5  | Верхнее Талызино     | село, административный центр | ↘1224     |
| 6  | Княжуха              | деревня                      | ↘47       |
| 7  | Липовка              | село                         | ↘288      |
| 8  | Митрополье           | село                         | ↘322      |
| 9  | Обуховка             | деревня                      | ↘54       |
| 10 | Ратманово            | деревня                      | ↘20       |
| 11 | Сарбаево             | село                         | ↘52       |
| 12 | Скрипино             | село                         | ↘94       |
| 13 | Старая Назаровка     | деревня                      | ↘9        |
| 14 | Стрелка              | деревня                      | →2        |
| 15 | Талызинского совхоза | посёлок                      | ↘200      |
| 16 | Торговое Талызино    | село                         | ↘137      |
| 17 | Чадаевка             | село                         | ↘0        |
| 18 | Шемарино             | село                         | ↘96       |

## Известные уроженцы
- Алёшин, Николай Фёдорович (1941—2015) — российский и советский писатель, поэт. Почётный гражданин Сеченовского района Нижегородской области.